# ستايسي ماي فاولز
ستايسي ماي فاولز (بالإنجليزية: Stacey May Fowles)‏ (1979)؛ روائية كندية.